# Beckersbergske

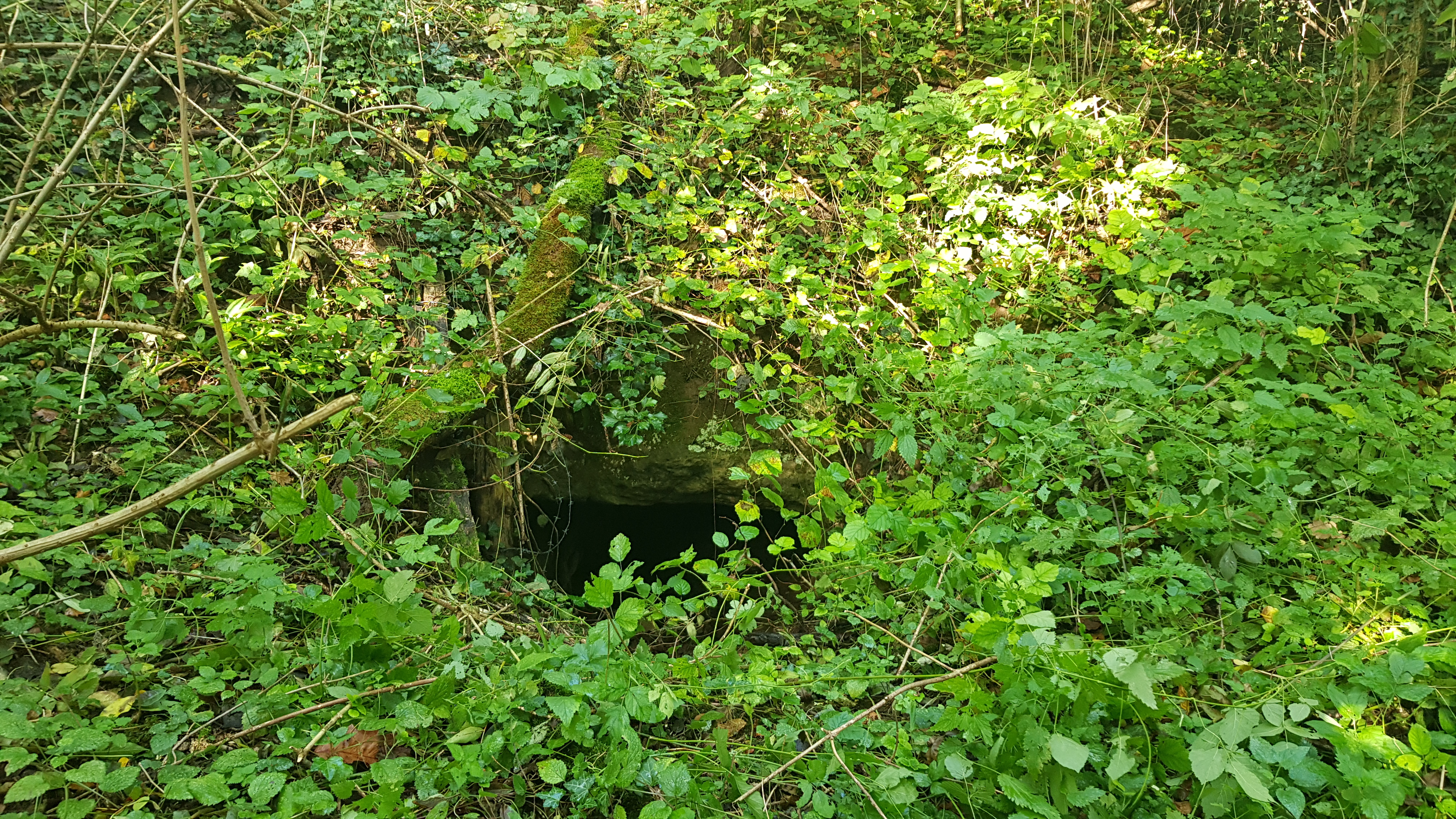
Beckersbergske

Het Beckersbergske of Bekkersbergske is een Limburgse mergelgroeve in de Nederlandse gemeente Valkenburg aan de Geul in Zuid-Limburg. De ondergrondse groeve ligt ten zuiden van Valkenburg aan de zuidrand van een bosgebied dat gelegen is op de zuidoostelijke hellingen van de Heunsberg, op de noordoostelijke rand van het Plateau van Margraten in de overgang naar het Geuldal. Ter plaatse duikt het plateau een aantal meter steil naar beneden.
Op ongeveer 20 meter naar het noorden ligt de Groeve naast Beckersbergske, op ongeveer 120 meter naar het noorden ligt nog een andere groeve, op ongeveer 550 meter ten noorden ligt de Hoorensberggroeve, op ongeveer 500 meter ten noordoosten liggen de Gewandgroeve I en Gewandgroeve II, op ongeveer 200 meter naar het oosten ligt aan de overzijde van de Sibbergrubbe de Bieboschgroeve met de Kalkoven Biebosch, op ongeveer 330 meter naar het zuidoosten ligt de Vallenberggroeve en op respectievelijk ongeveer 140 en 350 meter naar het zuiden liggen de Groeve achter Lemmekenskoel en de Groeve Lemmekenskoel.

## Geschiedenis
Van de 17e tot in 19e eeuw werd de groeve door blokbrekers ontgonnen en gebruikt voor de winning van kalksteen.

## Groeve
De groeve Beckersbergske heeft een gang van 15 meter lang en een oppervlakte van 45 vierkante meter.
De beheerder van de groeve is de Staatsbosbeheer. Voor 2017 werd de groeve op veiligheid onderzocht en werd deze goedgekeurd.

## Geologie
De groeve Beckersbergske is uitgehouwen in de Kalksteen van Schiepersberg uit de Formatie van Maastricht.